# Szilassi Lajos
Szilassi Lajos (Szentes, 1942. december 10. –) magyar matematikus, főiskolai docens. Kutatási területe a geometria, ezen belül a projektív geometria, a nemeuklideszi geometria.

## Élete
Gimnáziumi tanulmányait az Orosházi Táncsics Mihály Gimnáziumban végezte. Középiskolai tanári oklevelet 1966-ban szerzett matematika-ábrázoló geometria szakon a József Attila Tudományegyetem Bolyai Intézetében. Hat év középiskolai tanítási tapasztalattal az SZTE JGYTFK matematikai tanszékére került, itt 1981-ben főiskolai docensi beosztást kapott.
1978-ban egyetemi doktori, 2006-ban PhD fokozatot kapott.
2007-ben nyugdíjba vonult.
Oktatási területe a geometria, elemi matematika, számítástechnika. Ezekhez a területekhez kapcsolódó kutatásaiban a különböző geometriai problémák számítógéppel elkészített megoldásai, illetve azok szemléltetésével kapcsolatosan végez különböző vizsgálatokat.
Nevéhez fűződik a róla elnevezett Szilassi-poliéder, ami a tetraéder mellett az egyetlen olyan ismert poliéder, amire teljesül, hogy bármely két lapjának van közös éle.

## Publikációi
Fontosabb publikációi a következők:
1. Páronként szomszédos lapokkal határolt poliéderek Egyetemi doktori értekezés, József A. Tudományegyetem, 1977.
2. Egy poliéder, melynek bármely két lapja szomszédos A Juhász Gyula Tanárképző Főiskola Tudományos Közleményei II. Szeged, 1977, (130.-139. old.)
3. Extremális tulajdonságú toroidok A Juhász Gyula Tanárképző Főiskola Tudományos Közleményei. Szeged, 1983, (43.-56. old.)
4. Egy algoritmus a háromszorosan összefüggő gráfok vizsgálatára (Társszerzőként) A Juhász Gyula Tanárképző Főiskola Tudományos Közleményei II. Szeged, 1980., (151.-166. old.)
5. Szabályos Toroidok Középiskolai Matematikai Lapok 1983./8.-9. (97.- 104. old.)
6. Regular Toroids Structural Topology # 13. 1986., Montreal, Canada (p.: 69.- 80.)
7. A computer-aided Demonstration of the Poincare model of hyperbolic geometry Acta Academiae Paedagogicae Agriensis (Nova Series Tom XXII) Sectio Matematicae Eger, 1994. (p.: 131-140.)
8. Fogások (Eljárások, függvények PASCAL programok fejlesztéséhez) Számítógépi program és felhasználói segédlete. JGYTF Kiadó, Szeged, 1994 ISBN 9637171 50 9
9. Projective Geometry (Számítógépi program) (A használat jogát megvásárolta a Grazi Műszaki Egyetem Geometriai Tanszéke.)
10. A Bolyai geometria Poincare-féle modellje (Számítógépi program) Forgalmazó: Kurzor Számítástechnikai Kft.